# Івао Ямадзакі
Івао Ямадзакі (яп. 山崎巌, 16 вересня 1894 – 26 червня 1968) — японський юрист, політик й міністр на початку періоду «епохи Сьова» в Японській імперії. Його брат Тацуносуке Ямазакі також був політиком і міністром кабінету міністрів Японської імперії, племінник — Хейхачіро Ямазакі пізніше був видатним членом післявоєнної японської ліберально-демократичної партії. 

## Біографія
Івао Ямазакі народився в Окаві, Фукуока яка входила до складу Японська імперія. Після закінчення в 1918 році юридичного факультету Токійського імператорського університету він вступив до Міністерства внутрішніх справ Японської імперії. Згодом Івао Ямазакі перейшов до Міністерства охорони здоров’я Японської імперії, та піднявся до посади директора соціального обслуговування. У 1938 році Івао Ямазакі був призначений губернатором префектури Сідзуока. Згодом він повернувся до міністерства внутрішніх справ Японської імперії й був директором громадських робіт, а потім директором громадської безпеки. У 1940 році Івао Ямазакі змінив Генкі Абе на посаді генерального суперінтенданта столичної поліції Токіо (столиця Японської імперії), посади найвищого рангу в управлінні поліції Японської імперії. У 1942-1943 роках Івао Ямазакі був заступником міністра внутрішніх справ Японської імперії при прем'єрстві пана Тодзьо Хідекі, а також у 1944-1945 роках при прем'єрстві пана Судзукі Кантаро. У середині 1944 року він був призначений цивільним адміністратором окупованого японськими військами Калімантану, де він заохочував політику японізації місцевого населення через освіту, щоб посилити підтримку військових зусиль Японської імперії.
Після капітуляції Японської імперії, Івао Ямазакі був призначений міністром внутрішніх справ при прем'єрстві принца Нарухіко Хіґасікуні. Під час свого перебування на посаді він намагався заборонити публікацію фотографії імператора Японської імперії Хірохіто, зробленої разом з американським генералом Дугласом Макартуром, на тій підставі, що це принижує «імператорську гідність». Ця акція викликала гнів американської окупаційної влади, яка намагалася зобразити японського імператора Хірохіто в більш «людських» термінах.
Івао Ямазакі також рішуче виступав проти рішення американської окупаційної влади звільнити політичних в’язнів, які утримуються відповідно до законів про збереження миру, заявивши в інтерв’ю газеті The Japan Times 4 жовтня 1945 року, що будь-хто, хто виступає за будь-які зміни в нинішній політичній структурі, та в статусі Імператора був комуністом, якого слід заарештувати.
Івао Ямазакі подав у відставку разом з рештою кабінету на знак протесту проти скасування законів про збереження миру 9 жовтня 1945 року і негайно був внесений до очищеного списку тих, кому заборонено займати державні посади в післявоєнній Японії. 
Після закінчення американської окупації Японії, пан Івао Ямазакі був обраний до нижньої палати парламенту Японії на загальних виборах 1952 року під керівництвом Ліберальної партії. Під час дебатів щодо прийняття післявоєнної Конституції Японії він публічно висловився про те, що Японії, можливо, було б краще стати протекторатом США.
Після створення ліберально-демократичної партії Японії, пан Івао Ямазакі був пов'язаний з політично консервативним крилом цієї партії. Він став провідним членом фракції на чолі якої стояв Міцудзіро Ішіі. У 1957 році, Івао Ямазакі обіймав посаду голови бюджетної комісії. У 1960 році він був призначений до кабінету прем'єр-міністра пана Ікеда Хаято, міністром внутрішніх справ Японії. Івао Ямазакі також був головою Національної комісії громадської безпеки. Він був змушений піти у відставку після вбивства Інедзіро Асануми, президента Японської соціалістичної партії під час телевізійної промови. Після цих подій Івао Ямазакі пішов у відставку і помер у 1968 році у віці 73 років.

## Зовнішні посилання
- Shidehara Reported New Jap Premier. St. Petersburg Times. 6 жовтня 1945. Архів оригіналу за 23 лютого 2022. Процитовано 23 лютого 2022.
- Fetters Taken From the Japs by MacArthur. The Milwaukee Journal. 4 жовтня 1945.
- MacArthur Ousts High Jap Official, Fires Police Heads. The Daily Times. 3 жовтня 1945. Архів оригіналу за 23 лютого 2022. Процитовано 23 лютого 2022.
- BAN FREEDOM FOR JAP REDS. The Milwaukee Sentinel. 3 жовтня 1945.